# Perissomastix pyroxantha
Perissomastix pyroxantha är en fjärilsart som beskrevs av Edward Meyrick 1914. Perissomastix pyroxantha ingår i släktet Perissomastix och familjen äkta malar. Inga underarter finns listade i Catalogue of Life.